# Sveriges landslag i kälkhockey
Sveriges landslag i kälkhockey representerar Sverige i kälkhockey och tillhörde världseliten under landskampsutbytets tidiga år. Laget blev paralympiska mästare 1994 och världsmästare 1996 för att därefter bli allt svagare.